# (5428) 1987 RA1
(5428) 1987 RA1 (1987 RA1, 1976 JS4, 1990 DV2) — астероїд головного поясу, відкритий 13 вересня 1987 року.
Тіссеранів параметр щодо Юпітера — 3,285.